# Панков, Фёдор Иванович
Фёдор Иванович Панков (7 августа 1889, д. Суховерхово Ярославский уезд — 29 декабря 1937, Москва) — русский советский художник-живописец и график.

## Биография
Происходил из купеческой семьи.

### Молодые годы
Общее образование получил в ярославской мужской гимназии. В период с 1899 по 1904 годы развивал художественные навыки в Городских классах рисования у педагога Петра Александровича Романовского.
В 1904 году поступил учиться в Москву, в Императорское Строгановское художественно-промышленное училище. Преподавателями его были Станислав Ноаковский и Сергей Ягужинский. В 1910 году получил диплом и звание учёного рисовальщика. Одновременно на протяжении 6 лет факультативно посещал класс живописи Константина Коровина в Московском училище живописи, ваяния и зодчества.
В 1906 был в числе инициаторов и экспонентов Первой художественной весенней выставки, организованной молодыми художниками в здании ярославской мужской гимназии. Всего представил 11 живописных и графических работ. Был упомянут в прессе.
В 1911 и 1914 за счёт собственных средств совершил две поездки в Европу для знакомства с уникальными памятниками художественной культуры, античным европейским наследием. Побывал в Германии, Австрии, Италии, посетил такие города как Вена, Венеция, Рим, Флоренция и другие. Путешествия оказали значительное влияние на формирование творческой личности живописца и на его художественное мировоззрение.

### Преподавание
В 1910 начал преподавательскую деятельность в области изобразительного искусства в 2-м городском начальном училище им. Н. М. Градусова в Ярославле. В 1914 был призван в армию, где служил писарем. Через два года после свершения Октябрьской революции, 1919 году вместе с художниками Михаилом Соколовым и Сергеем Матвеевым организовал в Ярославле Государственные свободные художественные мастерские, которые в марте 1920 года были преобразованы во второе в республике Высшее учебное художественное заведение нового типа, в сентябре 1921 года — в первый в республике ударный художественно-педагогический техникум «повышенного» типа, в 1925 году — в Ярославское художественное училище.
- 1917—1919 — преподавал изобразительное искусство в средних общеобразовательных школах Ярославля, и заведовал костюмно-декоративной мастерской, был инструктором декоративной части в клубах и народных домах;
- 1919—1921 — вёл мастерскую живописи в ярославских Свободных художественных мастерских;
- 1921—1929 — преподавал живопись и рисунок в Ярославском художественно-педагогическом техникуме;
- 1922 — принимал участие в выставке художников-педагогов в Ярославском художественно-педагогическом техникуме;
- 1925—1929 — был заведующим Ярославского художественного училища;
- 1931—1932 — преподавал на курсе «Графика» при политехнической кафедре Академии коммунистического воспитания им. Н. К. Крупской;
- 1932—1937 — преподавал живопись, рисунок и черчение в Полиграфическом художественном техникуме треста «Полиграфкнига»;
- 1937 — одновременно работал педагогом-консультантом в Палехском художественном училище в Шуйском районе Ивановской области.

Урна с прахом захоронена в колумбарии Донского кладбища.

## Творчество

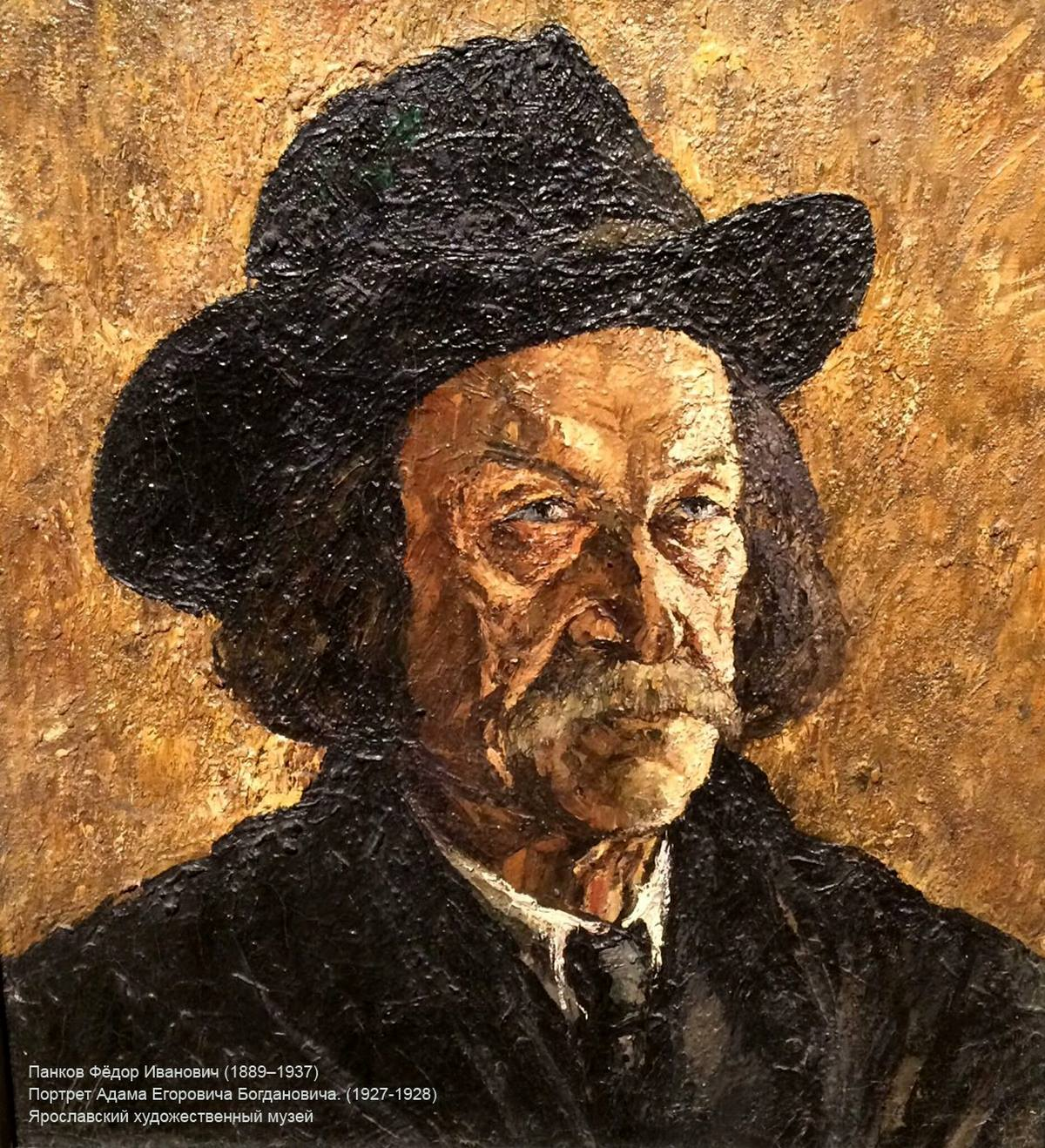
Портрет Адама Богдановича кисти Фёдора Панкова. Ярославский художественный музей.

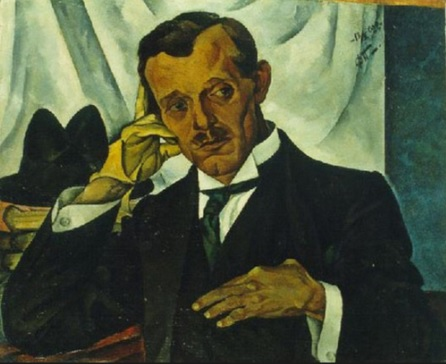
Фёдор Иванович Панков. Портрет двоюродного брата Е. Панкова. Ярославский художественный музей.

Работал во многих живописных жанрах — пейзаже, портрете, натюрморте. Среди известных картин — портреты Адама Богдановича (1922), портрет двоюродного брата художника (1922), «Старуха» (1928). По словам исследователя творчества художника, искусствоведа Н. П. Голенкевич:
в портретах художник предстает перед нами как незаурядный психолог и мастер, владеющий живописной школой. В портрете живопись всегда сдержанна, но эмоциональна в своей строгой цветовой градации. В натюрмортах, напротив, художник часто ярок и стремится к декоративной выразительности композиций. Как представитель своего времени Панков был увлечен искусством и традициями школы Сезанна, особенно это видно в его пейзажах.

Дочь художника в воспоминаниях характеризовала живопись и графику отца следующим образом:
Писал отец плотно и фактурно, иногда пастозно. Пейзажи его лиричны и спокойны. Предметный мир натюрмортов конкретен, цвет активен. 

Графические свои работы отец делал легко и быстро, портреты друзей рисовал сидя за столом, за стаканом чая или сидя в кресле во время беседы. Мне кажется, что он и значения большого рисункам не придавал, во всяком случае, над ними он подолгу не работал, многие из них являются просто набросками к задуманным и неосуществленным работам. Собирала и сохраняла их мама.
В 1920-е годы художник проводил летние месяцы вместе с семьёй в селе Алексеевское недалеко от станции Лютово. На пленэре были созданы десятки рисунков и набросков, которые складывались в циклы. Делал зарисовки деревьев, домов, в Москве при посещении зоопарка рисовал зверей, дома делал наброски с дочери, жены — О. А. Панковой, которая была искусствоведом и преподавала историю искусства в Ярославском художественно-педагогическом техникуме. 
В 1930 переехал с семьёй из Ярославля в Москву. Творческое наследие насчитывает более 270 живописных и графических произведений. Более двадцати относятся к раннему досоветскому периоду — это акварели, рисунки сангиной, углем, карандашом. Среди них автопортреты, портреты знакомых и близких людей, в частности,весьма выразительный шарж на Максимилиана Несытова (1909?), жанровые композиции, пейзажи. Основная часть этих произведений хранится у наследников художника. В 1980-х годах часть произведений была передана дочерью художника в Ярославский художественный музей.